# William Randolph Lovelace II
William Randolph "Randy" Lovelace II (30 de diciembre de 1907 – 12 de diciembre de 1965) fue un médico estadounidense, con significativas contribuciones a la medicina aeroespacial y a la incorporación de mujeres astronautas al programa espacial de los Estados Unidos.

## Semblanza
Lovelace estudió medicina en la Universidad de Harvard y se graduó en 1934. Fue residente en el Bellevue Hospital de Nueva York y en la Clínica Mayo de Rochester, Minnesota. A continuación viajó a Europa para ampliar estudios.
Estando interesado por la aviación, obtuvo una plaza como Cirujano del Aire con el rango de teniente primero en el Cuerpo Médico de la Reserva del Ejército. Comenzó a estudiar los problemas médicos del vuelo a gran altitud, y en 1938 fue encargado por el Laboratorio Aeromédico de Campo de Wright Field del desarrollo de una máscara de oxígeno para su uso en aeronaves a gran altitud.
Fue en 1940 cuando coincidió por primera vez con Jacqueline Cochran, una piloto que ostentó tres registros de velocidad femeninos, con quien mantendría una gran amistad a lo largo de toda su vida. Con el apoyo de Cochran, Lovelace desarrolló un programa de investigación centrado en las capacidades de las mujeres para el vuelo espacial.
Lovelace pensaba que las mujeres podrían ser muy apropiadas para los viajes espaciales por su menor tamaño y su peso más ligero en el reducido espacio de los vehículos espaciales. Utilizó su clínica privada para hacer pruebas con veinticinco mujeres, elegidas según los requisitos siguientes: menos de 35 años, buena salud, un segundo certificado médico, grado de bachiller, clasificación aérea FAA como piloto comercial o superior, y más de 2000 horas de vuelo.
Con anterioridad a empezar las pruebas, las mujeres tuvieron que superar exámenes minuciosos con numerosas radiografías incluidas y exámenes de la vista de cuatro horas. En las pruebas físicas se utilizaron bicicletas estáticas para analizar su respiración, y se les proyectó agua helada sobre los oídos para inducir vértigo y medir la velocidad con la que se recuperaban. Resultaron escogidas doce de las candidatas de Lovelace, pero el estudio acabó repentinamente cuando la Marina de los Estados Unidos dejó de prestar las instalaciones para las pruebas.
Durante la Segunda Guerra Mundial  sirvió en las Fuerzas Aéreas. Intervino personalmente en experimentos de escape de emergencia y del uso del paracaídas a gran altura. El 24 de junio de 1943 realizó un ensayo de la salida de emergencia de una aeronave en vuelo a 40.200 pies (12.250 m) de altitud. Quedó inconsciente después de abrirse el paracaídas, padeciendo congelaciones en los dedos al perder sus guantes. Por esta prueba se le otorgó la Cruz de Servicios de Vuelo Distinguidos.
Su mujer Mary tuvo dos hijos, pero ambos murieron víctimas de la poliomielitis en 1946. La pareja también tuvo tres hijas. En 1947 contribuyó a instituir la Fundación Médica Lovelace, posteriormente conocida como el Instituto Lovelace de Investigación Respiratoria, en Albuquerque, convirtiéndose en el presidente del consejo de gobernadores. Esta clínica se utilizó para promover el desarrollo de la tecnología médica aeroespacial.
En 1958 fue nombrado presidente del Comité Especial Asesor sobre Ciencias de la Vida de la NASA, desempeñando una función clave en la selección de los astronautas escogidos para las misiones del programa Mercury. Inició en 1959 los exámenes para determinar la aptitud física de las mujeres dentro del programa de formación de astronautas. Fue nombrado Director de Medicina Espacial de la NASA en 1964.
Lovelace y su esposa fallecieron en el accidente aéreo de un vuelo privado cerca de Aspen, Colorado.

## Eponimia
- El cráter lunar Lovelace lleva este nombre en su memoria.[6]